# Фрідріх Гуффцки
Фрідріх Гуффцки (нім. Friedrich Huffzky) — німецький льотчик-ас, віцефельдфебель Імперської армії.

## Біографія
Учасник Першої світової війни. На поачтаку 1918 року зарахований в 15-ту штурмову ескадрилью, літав на двомісному винищувачі Halberstadt CL.II разом з бортовим стрільцем віцефельдфебелем Готтфрідом Еманном, який на той момент вже мав 3 перемоги. Гуффцки і Еманн стали найрезультативнішим німецьким екіпажем двомісного винищувача: в період з 4 червня по 29 липня 1918 року вони збили 9 літаків, а Еманн став найрезультативнішим бортовим стрільцем Першої світової війни. 

## Нагороди
- Залізний хрест 2-го і 1-го класу